# Ried bei Kerzers
Ried bei Kerzers (en francés Essert) es una comuna suiza del cantón de Friburgo, situada en el distrito de See. Limita al norte con las comunas de Gurbrü (BE) y Kerzers, al este con Ferenbalm (BE), al sur con Gempenach y Murten, y al oeste con Galmiz y Murten. 
La comuna actual es el resultado de la fusión de las comunas de Ried y Agriswil (en francés Agrimoine) el 1 de enero de 2006.

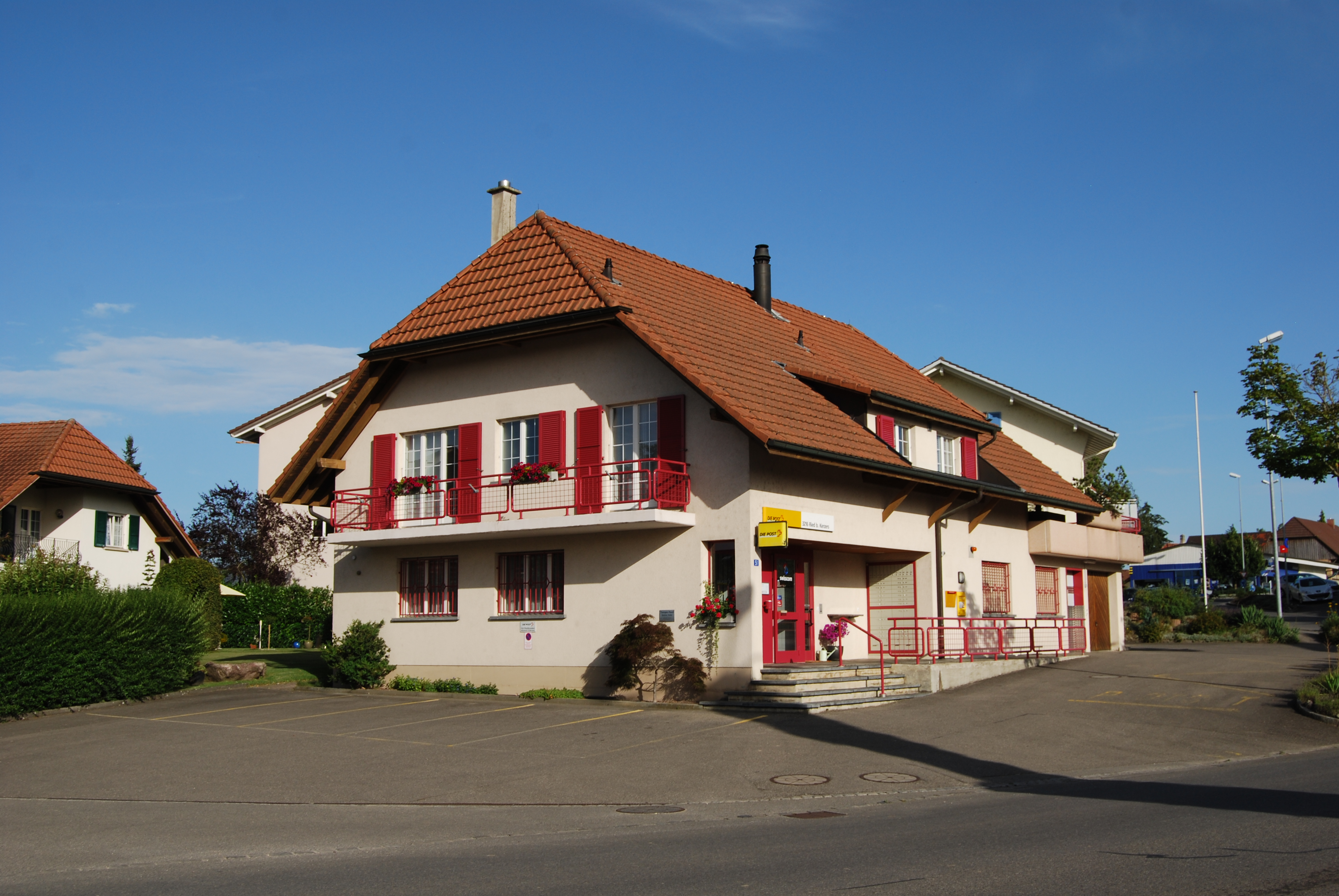
Casa típica en Ried bei Kerzers.